# Ateizam
Ateizam (hrv. bezboštvo ili bezvjerstvo) u širem je smislu odsutnost vjerovanja u postojanje božanstava, a u užem smislu je odbijanje vjerovanja u postojanje božanstava, odnosno specifično stajalište prema kojemu ona ne postoje. Suprotnost je teizmu, koji je u većini slučajeva zasnovan na vjerovanju u postojanje najmanje jednog božanstva.
Riječ ateizam izvedena je iz grčkog izraza ἄθεος (atheos), koji znači "bez Boga", a koji se primjenjivao s negativnom konotacijom za one za koje se vjerovalo da su odbacili bogove koje štuje veći dio društva. Širenjem slobodoumlja, skeptičnosti te povećanja kritike religije, uporaba termina se suzila. Prvi pojedinci koji su se deklarirali ateistima pojavili su se u 18. stoljeću.
Po pitanju natprirodnih pojava ateisti teže skeptičnosti potkrepljujući svoje uvjerenje nedostatkom empirijskih dokaza. Ponudili su nekoliko racionalnih objašnjenja za nevjerovanje u bilo kakva božanstva. To uključuje problem zla, argument nedosljednih otkrivenja te argument nevjerovanja. Iako su neki ateisti prihvatili sekularne filozofije, ne postoji određena ideologija ili obrazac ponašanja prema kojem se ravnaju svi ateisti.
Iako je ateizam najčešće povezan s ireligijom, on ne isključuje duhovnost. Nadalje, ateizam se pojavljuje u određenim religijama i duhovnim vjerovanjima poput džainizma, budizma, hinduizma te u neopoganskim pokretima poput Wicce. Džainizam, te neki oblici budizma ne zalažu su za vjerovanje u bogove, dok hinduizam drži ateizam valjanim stavom, ali i duhovno teškim za slijediti.
Budući da koncepti ateizma variraju, nije moguće odrediti točan broj ateista u svijetu. Prema procjeni Pew Research Centera, 2015. godine 16 % svjetskog stanovništva pripadalo je skupini nereligioznih osoba, u koju spadaju ateisti, ali i agnostici i drugi. Prema jednoj procjeni, 200-240 milijuna stanovnika svijeta izražavaju se kao ateisti. Prema drugoj procjeni, postotak samoproglašenih ateista najveći je u zapadnim zemljama unutar kojih opet postoje varijacije u postocima: Sjedinjene Države (4 %), Italija (7 %), Španjolska (11 %), Velika Britanija (17 %), Njemačka (20 %) i Francuska (32 %). WIN-Gallup International navodi da, prema njihovom istraživanju, 13 % svjetskog stanovništva su ateisti.

## Etimologija
U ranom starogrčkom, pridjev atheos (ἄθεος, od ἀ- + θεός "Bog") značio je "bezbožan". Prvotno je korišten kao izraz osude s grubim značenjem "griješnosti" ili nedostatka poštovanja. U 5. st. pr. Kr. riječ počinje označavati namjerno i aktivno bezboštvo u smislu "prekidanja veza s bogovima" ili "negiranja bogova". Izraz ἀσεβής (asebēs) počeo se koristiti za osobe koje su nijekali ili omalovažavali lokalna božanstva iako su vjerovali u druge bogove. Moderni prijevodi klasičnih tekstova ponekad atheos prevode kao "ateistički". Kao apstraktna imenica, postojao je i ἀθεότης (atheotēs), "ateizam". Ciceron je grčku riječ transliterirao u latinski atheos. Izraz je pronašao čestu primjenu u debatama između ranih kršćana i helenista obostrano ga pripisujući, u pejorativnom smislu, onima drugima.
Izraz ateist (od francuskog athée) u smislu onoga "tko negira ili ne vjeruje u postojanje Boga", prethodi ateizmu u engleskom, po prvi se put javljajući 1566. te ponovno 1571. Ateist kao oznaka praktičnog bezboštva spominje se 1577. Izraz ateizam izveden je iz francuskog athéisme, te se u engleskome pojavljuje oko 1587. Raniji rad iz oko 1534. služio se izrazom atheonism. Uskoro su se počele pojavljivati i druge povezane riječi: deist 1621., teist 1662., i teizam 1678. U to vrijeme "deist" i "deizam" već su imali svoje moderno značenje. Izraz teizam našao se suprotstavljen deizmu.
Karen Armstrong smatra da je "tijekom šesnaestog i sedamnaestog stoljeća, riječ "ateist" bila još uvijek rezervirana za polemike: »izraz "ateist" bila je uvreda. Nitko nije pomišljao sebe nazivati ateistom.« Sredinom sedamnaestog stoljeća još uvijek se smatralo da nije bilo moguće ne vjerovati u Boga; biti ateist značilo je ne prihvaćati trenutačnu konepciju nadnaravnoga.
Ateizam se prvi put koristio da bi opisao samo-priznato uvjerenje u kasnom 18. stoljeću u Europi, specifično naglašavajući nevjerovanje u monoteističkog Abrahamskog Boga. U 20. stoljeću globalizacija je pridonijela širenju izraza obuhvaćajući nevjerovanje u sve deizme, iako je u zapadnim društvima i dalje uobičajeno ateizam objašnjavati jednostavno kao "nevjerovanje u Boga".
Neki ateisti doveli su u pitanje samu osnovu izraza "ateist". Sam Harris je u svojoj knjizi Pismo kršćanskoj naciji napisao:

## Definicije i razlike
Autori se razilaze oko pitanja kako najbolje definirati i klasificirati ateizam, sporeći se oko toga na koje nadnaravne subjekte se odnosi, je li tvrdnja na svoj način ili je nedostatak iste, te da li zahtijeva svjesno i eksplicitno odbijanje. Predložene su brojne kategorije pomoću kojih bi se trebale istaknuti različite forme ateizma.

### Opseg
Neke od dvosmislenosti i kontroverzi oko definiranja ateizma proizlaze iz poteškoća u postizanju konsenzusa oko definiranja riječi poput božanstvo ili Bog. Brojnost različitih koncepcija Boga i božanstava dovodi do različitih ideja glede primjenjivosti ateizma. Antički Rimljani su kršćane nazivali ateistima zbog nevjerovanja u poganska božanstva. Ovo se gledište postupno odbacilo s pojavom shvaćanja da je teizam nešto što obuhvaća vjerovanje u bilo koje božanstvo.
S obzirom na opseg fenomena koje ne prihvaća, ateizam se može suprotstavljati svemu od postojanja božanstva do postojanja bilo kojeg duhovnog, nadnaravnog ili transcendentalnog koncepta, poput onih u budizmu, hinduizmu, džainizmu i taoizmu.

### Implicitni - eksplicitni
Definicije ateizma razlikuju se i po stupnju razmatranja koje osoba mora uložiti u ideju bogova da bi se smatrala ateistom. Ateizam se ponekad definirao kako bi obuhvatio jednostavno nepostojanje bilo kakvih božanstava. Ova općenita definicija obuhvatila bi novorođenčad i ljude koji još nisu upoznati s teističkim idejama. Još je 1772. Baron d'Holbach iyjavio da se "Sva djeca rađaju kao ateisti; nemaju predodžbu o Bogu." Slično, George H. Smith (1979.) sugerirao je da: "Čovjek koji nije upoznat s teizmom je ateist zato što ne vjeruje u Boga. Ova kategorija uključila bi i dijete s koncpetualnim kapacitetom da shvati problem, ali je još uvijek toga nesvjesno." Činjenica da to dijete ne vjeruje u Boga kvalificira ga kao ateista."
Smith je skovao izraz implicitni ateizam da bi opisao "nedostatak teističkog vjerovanja bez svjesnog odbijanja istoga" te eksplicitni ateizam kako bi opisao češću definiciju svjesnog nevjerovanja. Ernest Nagel suprotstavlja se Smithovoj definiciji ateizma kao jednostavanog "nedostatka teizma", priznajući samo eksplicitni ateizam kao pravi ateizam.

### Pozitivni - negativni
Filozofi poput Antonya Flewa i Michaela Martina suprotstavili su pozitivni (jaki/tvrdi) i negativni (slabi/meki) ateizam. Pozitivni ateizam je eksplicitno uvjerenje da bogovi ne postoje. Negativni ateizam uključuje sve ostale oblike ne-teizma. Prema ovoj kategorizaciji, bilo tko tko nije teist je ili negativni ili pozitivni ateist. Izrazi slabi i jaki su relativno novi, dok su negativni i pozitivni ateizam starijeg podrijetla, korišteni u filozofskoj literaturi i katoličkoj apologetici. Prema ovom shvaćanju, većina agnostika kvalificira se kao negativni ateisti.
Dok Martin, na primjer, tvrdi da agnosticizam podrazumijeva negativni ateizam, većina agnostika svoja gledišta smatra različitima od ateizma. Tvrdnja o nedostižnosti znanja za ili protiv postojanja bogova ponekad se smatra naznakom da ateizam zahtjeva malo vjere. Uobičajeni ateistički odgovor na ovaj argument uključuje da nedokazane religijske pretpostavke zaslužuju nevjericu koliko i druge nedokazane pretpostavke, te da nedokazivost postojanja božanstava ne implicira jednaku vjerojatnost obje mogućnosti. Škotski filozof J. J. C. Smart čak drži da "ponekad, osoba koja je zapravo ateist može opisati sebe, čak strastveno, kao agnostika zbog nerazumnog generalizirajućeg filozofskog skepticizma koji nas može spriječiti da tvrdimo kako znamo išta, osim možda matematičkih istina i istina formalne logike." Stoga, neki ateistički autori poput Richarda Dawkinsa preferiraju razlikovanje između teističkih, agnostičkih i ateističkim stavova na temelju vjerojatnosti koji svaki od navedenih pridaje tvrdnji "Bog postoji".

### Definicije nemogućnosti ili nepostojanosti
Prije 18. stoljeća, postojanje Boga je bilo toliko općeprihvaćeno u zapadnom svijetu da je sama mogućnost pravog ateizma dovođena u pitanje. Ovaj se stav naziva teističkim inatizmom, stav da svi ljudi vjeruju u Boga od rođenja; iz ovoga se izvodi konotacija da su ateisti jednostavno u poricanju.
Postoji i stajalište koje tvrdi da su ateisti skloni vjerovanju u Boga u kriznim vremenima, da se preobraćuju na samrti ili da "nema ateista u rovovima". Neki zagovornici navedenoga tvrde da vjera omogućuje ljudima da lakše prebrode različite probleme pritom djelujući kao "opijum za narod". Ipak, postoje slučajevi koji su suprotni navedenome, primjerice, doslovno "ateisti u rovovima" za vrijeme rata.

### Druge primjene izraza "pozivitni ateizam"
Kao što je ranije navedeno, izrazi pozitivan i negativan korišteni su u filozofskoj literaturi na sličan način kao i izrazi slab i jak. Međutim, u knjizi „Pozitivni ateizam“ Goparajua Ramachandra Raoa izdanoj 1972., uvedeno je i alternativno značenje ovih izraza. Odrastajući u kastinskom hijerarhijskom sustavu s religioznom podlogom, Gora je tražio sekularnu Indiju i predložio smjernice za pozitivnu ateističku filozofiju, koja će promovirati pozitivne vriednosti. Pozitivni ateizam, definiran na ovaj način, podrazumijeva stvari koje bi bile moralno ispravne, pokazujući razumijevanje da pobožni ljudi imaju razloge da vjeruju, ne pokušavajući da preobrate ili uče druge, i braneći sebe istinoljubivšću umjesto traženjem da pobjede u bilo kakvom sukobu s otvorenim kritičarima.

## Filozofski koncepti
Najopćenitija podjela ateističkih argumenata jest ona na praktične i teoretske argumente.

### Praktični ateizam
U praktičnom ili pragmatičnom ateizmu, također poznatom pod nazivom apateizma, osobe žive kao da nema bogova i objašnjavaju prirodne fenomene bez njihovog pripisivanja nečemu božanskom. Postojanje Boga nije obavezno odbačeno, ali se može smatrati bespotrebnim ili beskorisnim; prema ovom stajalištu, bogovi ne objašnjavaju svrhu života niti utječu na svakodnevni život. Oblik praktičnog ateizma s implikacijama za znanstvenu zajednicu je metodološki naturalizam – "tiho usvajanje tvrdnje o filozofskom naturalizmu u okviru znanstvene metode s ili bez potpunog prihvaćanja ili vjerovanja u njega."
Praktični ateizam može imati različite oblike:
- odsustvo vjerskih motiva – vjerovanje u bogove ne motivira moralne akcije, religiozne akcije ili bilo koji drugi oblik akcije;
- aktivno isključivanje problema Boga i religije iz intelektualnih težnji i praktičnih akcija;
- indiferentnost – odsustvo bilo kakvog interesa za probleme bogova i religije;
- nerazumijevanje koncepta božanstva.[51]

### Teoretski ateizam

#### Ontološki argumenti
Teoretski ateizam ekplicitno postavlja argumente protiv postojanja bogova, kao odgovor na česte teističke argumente poput argumenta o dizajnu ili Pascalove oklade.

#### Epistomološki argumenti
Epistemološki ateizam tvrdi da ljudi ne mogu spoznati Boga ili utvrdi postojanje Boga. Ishodišna točka epistemološkog ateizama je agnosticizam, koji sam dolazi u različitim oblicima. U filozofiji imanencije, božanstvo je neodvojivo od svijeta, uključujući ljudski um, i svijest svake osobe je zaključana u subjektu. Prema ovom obliku agnosticizma, ovo ograničenje u pogledu onemogućava svaki objektivni zaključak od vjerovanja u Boga do potvrde njegovog postojanja. Racionalistički agnosticizam Kanta i prosvjetiteljskog doba prihvaća samo znanje izvedeno iz ljudske racionalnosti; ovaj oblik teizma je mišljenja da bogovi u načelu nisu primjetni i stoga se ne može znati da postoje. Skepticizam, zasnovan na idejama Davida Humea, je stava da je izvjesnost nečega nemoguća, pa nitko nikad ne može znati za postojanje Boga. Određivanje položaja agnosticizma prema ateizmu je nesigurno: ono se može smatrati kao nezavisni, osnovni pogled na svijet.
Drugi argumenti za ateizam koji se mogu klasificirati kao epistemološki ili ontološki, uključujući logički pozitivizam i ignosticizam, navode besmislenost ili nepoznavanje osnovnih izraza kao što je „Bog“ ili tvrdnji kao što je „Bog je svemoguć“. Teološki nonkognitivizam smatra da stav „Bog postoji“ ne iskazuje neki jasan stav, već da je besmislen. Dosta se raspravljalo oko toga da li takve osobe mogu biti tretirane kao ateisti ili agnostici. Filozofi Alfred Ayer i Teodor M. Drange, odbacuju obje kategorije argumentirajući svoj stav time da obje kategorije prihvaćaju mogućnost da Bog postoji; stoga oni nekongnitivizam smještaju u posebnu kategoriju.

#### Metafizički argumenti
Metafizički ateizam obuhvaća sve doktrine koje drže do metafizičkog monizma. Metafizički ateizam može biti ili apsolutni - izričito negiranje postojanja Boga povezanog s materijalističkim monizmom (svi materijalistički trendovi, i u antici i u modernim vremenima) ili relativni - implicitno negiranje Boga u svim filozofijama, koje, iako prihvaćaju postojanje apsolutnog, doživljaj apsolutnog ne posjeduje nijednu od osobina koja se pripisuje Bogu: transcendentnost, osobnost ili jedinstvo. Relativni ateizam povezan je s idealističkim monizmom (panteizam, paneteizam, deizam).

#### Logički argumenti
Logički ateizam drži da su različite koncepcije Boga pripisane logički nedosljednim osobinama. Ovi ateisti navode deduktivne argumente protiv postojanja Boga, koji navode nekompatibilnost između određenih osobina, kao što su savršenstvo, status tvorca, nepromjenjivost, sveznanje, sveprisutnost, svemogućnost, sveblagonaklonost, transcendentnost, ličnost (kao osoba), nefizikalnost, pravednost i milost.
Teodicejski ateisti mišljenja su da se svijet koji doživljavaju ne može pomiriti s osobinama koje teolozi često pripisuju Bogu ili bogovima. Oni tvrde da sveznajući, svemogući i sveblagonaklon Bog nije usuglašen sa svijetom gdje postoji zlo i patnja i gdje je božja ljubav skrivena od mnogih ljudi. Sličan argument pripisuje se i Siddarthi Gautami, utemeljitelju budizma.

### Psihološka i društvena perspektiva
Filozofi poput Ludwiga Feuerbacha i Sigmund Freud zastupali su mišljenje da su Bog i druga religiozna vjerovanja ljudsko djelo, stvoreno da se zadovolje različite psihološke i emocionalne želje i potrebe. Ovo je također stav mnogih budista. Karl Marx i Friedrich Engels, ispirirani Feuerbachovim radom, tvrdili su da su Bog i religija društvene funkcije, kojima se vlastodršci služe za iskorištavanje radničke klase. Prema Mihailu Bakunjinu, "ideja Boga podrazumijeva napuštanje ljudskog razuma i pravde; to je najodlučnije negiranje ljudske slobode, te nužno završava porobljavanjem čovječanstva, i u teoriji i u praksi". Izokrenuo je Voltaireov čuveni aforizam „ako Bog ne postoji, potrebno ga je izmisliti“, napisavši umjesto toga "ako je Bog zaista postojao, trebalo bi ga ukinuti“.

### Alternative
Aksiološki, ili konstruktivno, ateizam odbacuje postojanje božanstava nauštrb "više apsolutnosti", poput čovječanstva. Ovaj oblik ateizma favorizira čovječanstvo kao apsolutni izvor etike i vrijednosti, te dopušta pojedincima da rješavaju moralne probleme bez obraćanja Bogu. Marx i Freud služili su se ovim argumentom kako bi prenijeli poruku oslobođenja, punog razvoja i nesputane sreće.
Jedna od najčešćih kritika ateizma bila je da nijekanje postojanja božanstva vodi ka moralnom relativizmu, ostavljajući pojedinca bez moralnih i etičkih temelja ili čini život besmislenim i jadnim. Ovo stajalište zastupao je Blaise Pascal u svome djelu Pensées.

#### Ateistički egzistencijalizam
Francuski filozof Jean-Paul Sartre sebe je smatrao predstavnikom "ateističkog egzistencijalizma", manje zabrinut oko negiranja postojanja Boga, a više oko shvaćanja da "čovjek...sebe treba ponovno pronaći kako bi shvatio da ga ništa ne može spasiti od njega samoga, čak ni valjani dokazi božje opstojnosti". Sartre je ustvrdio da je posljedica ovog ateizma "ako Bog ne postoji, onda postojni barem jedno biće u kojem postojanju prethodi suština i, biće koje postoji prije nego može biti definirano bilo kojim konceptom...to biće je čovjek." Praktičnu posljedicu ovog ateizma Sartre je opisao kao da ne postoje prethodna pravila ili apsolutne vrijednosti od kojih se može očekivati da upravljaju ljudskim ponašanjem te da su ljudi "osuđeni" da navedene sami stvaraju za sebe, čineći "čovjeka" potpuno "odgovornim za sve što čini"
.
Akademik Rhiannon Goldthorpe pretpostavio je da su neki od Sartreovih razmišljanja "prožeta kršćanskim ateizmom, gdje antička vjerovanja još uvijek hrane maštu i osjećajnost i najtvrđih skeptika". Akademik Stephen Priest opisao je Sartreovu perspektivu kao "ateističku metafiziku". Prevoditelj Sartrea Hazel Barnes napisao je o Sartreu: "Bog kojega on odbija nije neka nejasna sila, nepoznati X s kojim se može dovest u vezu nastanak svemira, niti je to ideal ili mit koji simbolizira čovjekovu potragu za Dobrom. To je izričito Bog skolastike ili barem ideja Boga kao specifičnog, sve moćnog, apsolutnog, postojećeg Kreatora."

## Povijest
Iako izraz ateizam potječe iz Francuske 16. stoljeća, ideje koje bi danas bile priznate kao ateističke zabilježene su još u vedskom razdoblju i antici.

### Rana indijska religija
Ateističke ideje pronađene su u ranim indijskim školama i postojale su za vrijeme vedizma. Od šest pravovjernih škola indijske filozofije, najstariji filozofski sustav samkhya ne prihvaća postojanje bogova, a isto tako i rana mimamsa odbija pojam Boga. Rana mimamsa ne samo da ne prihvaća Boga, već tvrdi da je ljudsko djelovanje dovoljno da stvori potrebne okolnosti da bi se uživalo u plodovima svoga rada. Potpuno materijalistička i antiteistička škola cārvāka (poznata i pod imenom nastika ili lokaiata) nastala u Indiji oko 6. stoljeća pr. Kr. vjerojatno je najizraženija ateistička filozofska škola u Indiji, slična grčkoj cirenskoj školi. Ova grana indijske filozofije klasificirana je kao heterodoksna zbog negiranja autoriteta Veda, te se zbog toga se ne smatra djelom šest pravovjernih škola hinduizma, ali je važna kao dokaz materijalističkog pokreta u hinduizmu. Chatterjee i Datta tumače da je naše razumijevanje filozofije Cārvāka fragmentarno i nepotpuno, uglavnom utemeljeno na kritici ideja ove škole od strane drugih filozofskih škola i ne nalazimo je u živućoj tradiciji:
Nijekanje Boga kao tvorca također je vidljivo u džainizmu i budizmu.

### Antika
Zapadnjački ateizam vuče svoje korijene u predsokratskoj grčkoj filozofiji, ali se nije pojavio kao zaseban pogled na svijet sve do kraja prosvjetiteljstva. Grčki filozof Diagora iz 5. stoljeća pr. Kr. poznat je kao "prvi ateist" i citiran je od drugih mislilaca kao što je Ciceron u svom djelu O prirodi bogova. Anaksagora je tvrdio da je Sunce usijan kamen, a ne božanstvo utjelovljeno u bogu Heliosu. Kritija je smatrao da je religija ljudski izum čija je svrha zastrašivanje ljudi, kako bi pratili moralna načela. Atomisti kao što je Demokrit pokušali su objasniti svijet na čisto materijalistički način, bez oslonca na duhovno ili mistično. Ostali presokratovci koji su vjerojatno imali ateističke poglede na svijet bili su Prodik i Protagora. U 3. stoljeću pr. Kr. grčki filozofi Teodor Bezbožnik i Straton nisu vjerovali u postojanje bogova. Teodor Bezbožnik je čak bio protjeran iz rodnog grada zbog nevjerovanja u bilo koje božanstvo.
Sokrat je bio optužen za bezbožnost (vidi Eutiprova dilema), jer je inspirirao ljude da sumnjaju u državne bogove. Iako je osporio optužbu da je "potpuni ateist", rekavši da ne može biti ateist jer vjeruje u duhove, Sokrat je na posljetku ipak osuđen na smrt. Sokrat se također molio bogovima u Platonovom dijalogu Fedar i govorio je "po Zeusu" u dijalogu „Država“.
Grčki filozof i povjesničar Euhemer objavio je svoj stav da su bogovi samo divinizirani vladari, osvajači i utemeljitelji civilizacija iz prošlosti, te da su njihovi kultovi i religija bili u osnovi nastavak nestalih kraljevstava i ranih političkih struktura. Iako nije bio strogi ateist, Euhemer je kasnije kritiziran da je "brisanjem bogova proširio ateizam na cijelom naseljenom svijetu".
Atomistički materijalist Epikur osporio je mnoge religijske doktrine, među kojima su postojanje zagrobnog života ili osobnog Boga i smatrao je da je duša čisto materijalna i smrtna. Iako epikurejstvo nije nijekalo postojanje bogova, on je vjerovao da ako oni postoje jednostavno nisu zainteresirani za čovječanstvo.
Rimski pjesnik Lukrecije složio se s tezom, da ako postoje bogovi, oni su nezainteresirani za čovječanstvo i nesposobni da utječu na prirodu i svijet. Vjerovao je stoga da se čovječanstvo ne mora bojati natprirodnog. Lukrecije je izložio svoje epikurejske poglede na svemir, atome, dušu, smrtnost i religiju u knjizi Ο suštini stvari, koja je popularizirala Epikurovu filozofiju u Starom Rimu.
Rimski filozof Sekst Empirik zastupao je jedan oblik skepticizma poznat kao pironizam, po kojem ljudsko biće ne bi trebalo donositi sud o doslovno svim vjerovanjima, da u svijetu ne postoji inherentno zlo i da je ataraksija (duševni mir) moguća ako se suzdržimo od osuđivanja. Veliki dio njegovih djela sačuvala su se do danas i imala su jak utjecaj na kasnije filozofe.
Značenje riječi "ateist" promijenilo se tijekom antičkog razdoblja. Rani kršćani nazivani su ateistima od nekršćana zbog svog nevjerovanja u poganske bogove. Za vrijeme Rimskog carstva, kršćani su bili progonjeni i pogubljivani zbog nijekanja rimskih bogova, a posebno zbog odbacivanja carskog kulta. Kada je 381. godine za vrijeme cara Teodozija I kršćanstvo postalo državna religija u Rimskom Carstvu, različito mišljenje o vjeri (hereza) postalo je kažnjivo.

### Od ranog srednjeg vijeka do renesanse
Izražavanje ateističkih ideja i prihvaćanje ateizma općenito bilo je vrlo rijetko u Europi tijekom srednjeg vijeka, metafizika, religija i teologija bile su od dominantnog interesa. U ovom su periodu, međutim, postojali pokreti koji su istupali heterodoksne koncepcije kršćanskog Boga, uključujući različite poglede na prirodu, transcendentnost ili mogućnost spoznavanja Boga. Pojedinci i i skupine kao što su Ivan Skot Eriugena, David od Dinanta, Amalrik iz Bena i Bratstvo slobodnog duha zadržali su kršćanske poglede uz panteističke tendencije. Panteisti su često bili svrstavani u istu grupu s ateistima zbog "čudnovatosti" njihovog pogleda na božansko. Nikola Kuzanski je sastavio fideizam koji je nazvao "O učenom neznanju" (lat.:De Docta Ignorantia), tvrdeći da je Bog izvan ljudske kategorizacije i da je ljudsko znanje o Bogu ograničeno pretpostavkama. William Occam je svojim nominalističkim ograničenjima ljudskog znanja samo na materijalne objekte inspirirao antimetafizičke tendencije i tvrdio je da je božanska bit intuitivno i racionalno neshvatljiva za ljudski razum. Posljedična podjela između vjere i razuma utjecala je na kasnije teologe kao što su John Wycliffe, Jan Hus i Martin Luther.
Razdoblje renesanse uvelike je utjecalo na proširenje obujma slobodnog mišljenja i skeptičnog istraživanja. Pojedinci, kao što su Leonardo da Vinci i Galileo Galilei, zagovarali su eksperimentiranje kao instrument spoznaje i suprotstavili su se argumentima vjerskih autoriteta. Drugi kritičari religije i Crkve u ovom razdoblju bili su Niccolò Machiavelli, Bonavantur de Perie i François Rabelais.

### Rani novi vijek
Renesansa i doba refomacije razdoblja su u kojima je došlo do oživljavanja vjerske revnosti, što se raspoznaje iz širenja novih vjerskih redova, bratstava i masovnom pobožnošću u katoličkom svijetu, kao i pojave strogih protestantskih skupina, kao što su kalvinisti. Ovo razdoblje međuvjerskog suparništva omogućilo je čak i širi raspon teološkog i filozofskog razmatranja, od kojih će mnogi kasnije biti uzeti kao podloga za unaprijđenje skeptičnog religijskog pogleda na svijet.
Kritika kršćanstva je sve češća u 17. i 18. stoljeću, naročito u Francuskoj i Engleskoj, gdje je naizgled nastala vjerska slabost, kako navode suvremeni izvori. Neki protestantski mislioci, kao što je Thomas Hobbes, zastupali su materijalističku filozofiju i skepticizam prema natprirodnim pojavama, dok je židovskosko-nizozemski filozof Baruch de Spinoza odbacio božansku providnost u korist panenteističkog naturalizma. Do kraja 17. stoljeća, za deizam se otvoreno zalažu intelektualci kao što je John Toland koji je skovao pojam "panteist". Usprkos svojim podsmijesima uperenim prema kršćanstvu, mnogi su deisti prezirali i ateizam. Prvi poznati ateist koji je odbacio deističku podlogu i otvoreno nijekao postojanje bogova bio je Jean Meslier, francuski katolički svećenik koji je živio početkom 18. stoljeća. Meslier je nakon svoje smrti u svojoj intelektualnoj oporuci iznio mišljenje da je religija sredstvo za kontroliranje masa, a slična će ideja implicitno kasnije biti nazočna i u marksističkoj misli. Njega su pratili drugi otvoreni ateistički mislioci, kao što su Baron d'Holbach i Jacques-André Naigeon. Filozof David Hume razvio je skeptičnu epistemologiju utemeljenu na empirizmu, podrivajući metafizički temelj prirodne teologije.
Francuska revolucija je izvela ateizam i antiklerikalni deizam iz salona u javnu sferu. Jedan od osnovnih ciljeva francuske revolucije bio je restrukturiranje i podređenost svećenstva naspram države kroz građanski ustav svećenstva. Ovaj je pokušaj doveo do antiklerikalnog nasilja i protjerivanja mnogih svećenika iz Francuske. Kaotični politički događaji u revolucionarnom Parizu na kraju su omogućili još radikalnijim jakobincima da preuzmu vlast 1793. godine, nakon čega je nastupila tzv. "vladavina terora". Jakobinci su bili deisti i uveli su kult vrhovnog bića, kao novu francusku državnu religiju. Neki su ateisti okupljeni oko Jacquesa Héberta pak nastojali uspostaviti kult razuma, oblik pseudo-ateističke religije s božicom koja personificira razum. Oba su pokreta djelomično doprinijeli pokušajima da se nasilno dekristijanizira Francuska. Kult razuma okončao se nakon tri godine kad su jakobinci uhitili i giljotinirali cjelokupno vodstvo pokreta, uključujući i Jacquesa Héberta. Antiklerikalni progoni okončani su Termidorskom reakcijom.
Napoleonovo doba institucionaliziralo je sekularizaciju francuskog društva, i izvelo revoluciju u sjevernu Italiju, u nadi da će doprijeti stvaranju savezničkih republika. U 19. stoljeću ateisti su doprinijeli političkim i socijalnim revolucijama, ubrzavajući nemire 1848. godine, risorgimento u Italiji, kao i rast međunarodnog socijalističkog pokreta.
U drugoj polovici 19. stoljeća, ateizam se proširio pod utjecajem racionalističkih i slobodoumnih filozofa. Mnogi ugledni njemački filozofi tog vremena nijekali su postojanje božanstava i bili su kritičari religije, a među njima nalazili su se Ludwig Feuerbach, Arthur Schopenhauer, Max Stirner, Karl Marx i Friedrich Nietzsche.

### Od 1900. do danas
Ateizam je u 20. stoljeću, posebno u obliku praktičnog ateizma, napredovao u mnogim društvima. Ateistička misao je priznata u širokom spektru drugih, širih filozofija, kao što su egzistencijalizam, objektivizam, sekularni humanizam, nihilizam, anarhizam, logički pozitivizam, marksizam, feminizam i opći znanstveni i racionalistički pokreti.
Logički pozitivizam i scijentizam utrli su put neopozitivizmu, analitički filozofiji, strukturalizmu i naturalizmu. Neopozitivizam i analitička filozofija odbacuju klasični racionalizam i metafiziku u korist strogog empirizma i epistemološkog nominalizma. Zagovornici kao što su Bertrand Russell su nedvosmisleno odbacili vjeru u Boga. Ludwig Wittgenstein je u svojim ranim radovima pokušao odvojiti metafizički i natprirodni jezik iz racionalnog diskursa. Alfred J. Ayer je isticao neprovjerljivost i besmisao vjerskih tvrdnji, navodeći svoju privrženost empirijskim znanostima. John Niemeyer Findlay i John J. C. Smart tvrdili su da postojanje Boga nije logički neophodno. Prirodnjački i materijalistički monisti poput Johna Deweya smatrali su da bi prirodni svijet trebalo biti temelj svega, niječući tako postojanje Boga ili besmrtnosti.
U 20. stoljeću dogodio se i proboj ateizma u politiku, raširen tumačenjem djela Marxa i Engelsa. Nakon Oktobarske revolucije, povećanje stupnja vjerskih sloboda za manjinske religije trajalo je nekoliko godina, prije nego što je staljinistička politika državnog ateizma pokrenula progon religije. Nekoliko komunističkih država usprotivilo se religiji i uvelo državni ateizam, među kojima su bivši Sovjetski Savez, Albanija, a još uvijek i Kina, Sjeverna Koreja i Kuba.
Ostali lideri kao što je Periyar E. V. Ramasamy, istaknuti ateistički indijski lider, borili su se protiv hinduizma i brahmana u cilju okončanja diskriminacije i podjele ljudi u ime religije i kasti.
Godine 1966., časopis Time postavio je pitanje: „Je li Bog mrtav?“ kao odgovor na teološki pokret Smrt Boga, navodeći procjene da gotovo polovica svih ljudi u svijetu živi u državama kojima vladaju antireligiozni režimi, dok milijuni ljudi u Africi, Aziji i Južnoj Americi nemaju znanje o jednom Bogu.
Godine 1967. albanska vlada Envera Hoxhe najavila je zatvaranje svih vjerskih institucija u zemlji, izjavivši da je Albanija službeno prva ateistička država na svijetu, iako je sloboda prakticiranja religije u Albaniji obnovljena 1991. Ovi su režimi ojačali negativne asocijacije na ateizam, posebno tamo gdje je antikomunistički naboj bio jak kao u SAD, usprkos činjenici da su neki istaknuti ateisti bili i antikomunisti.
Od pada berlinskog zida, broj aktivnih antireligioznih režima je znatno smanjen. Timothy Shah iz Pew foruma je 2006. godine napisao da je primijetio "globalni trend u svim većim vjerskim skupinama, da pokreti zasnovani na Bogu i vjeri uopće doživljavaju porast povjerenja i utjecaja u odnosu na sekularističke pokrete i ideologije“. Međutim, Gregory S. Paul i Phil Zuckerman smatraju ovo mitom i ukazuju na to da je stvarna situacija mnogo složenija i s više nijansi.
Vjerski motivirani teroristički napadi 11. rujna 2001. i djelomično uspješan pokušaj instituta Discovery za promjenu nastavnog plana u američkim školama i uključivanje kreacionističke ideje, zajedno s podrškom koju je George W. Bush 2005. godine dao tim istim idejama, potakli su ateističke pisce Sama Harrisa, Daniela Dennetta, Richarda Dawkinsa, Victora Stengera i Christophera Hitchensa na objavu knjiga koje su postale bestseleri u Americi i širom svijeta.
Istraživanje iz 2010. pokazalo je da se osobe koje sebe identificiraju kao ateisti ili agnostici u prosjeku imaju više znanja o religiji od sljedbenika velikih vjera. Osobe koje ne vjeruju bolje su odgovorile na pitanja o temeljnim načelima protestantizma i katoličanstva. Samo su mormoni i Židovi postigli isti rezultat kao i ateisti i agnostici.
Ateizam 3.0 je pokret u okviru ateizma koji ne vjeruje u postojanje Boga, ali tvrdi da je od religije bilo koristi za pojedince ili društvo, i da je njeno eliminiranje od manjeg značaja od drugih problema koje bi prije trebalo riješiti.

## Demografija
Nije jednostavno odrediti broj ateista u svijetu. Osobe koje odgovaraju na ankete o vjeroispovjesti mogu drukčije definirati ateizam ili činiti razlike između ateizma, nereligioznih vjerovanja i neteističkih religioznih i duhovnih vjerovanja.
Ateist hinduist bi sebe mogao predstaviti kao hinduist, iako je u isto vrijeme ateist.
U anketi objavljenoj u Financial Timesu 2006. godine objavljeni su podaci o broju ateista u Sjedinjenim Američkim Državama i pet europskih država. Najmanji postotak ateizma pronađen je u SAD sa samo 4 % ukupnog stanovništva, dok se postotak ateizma u europskim državama pokazao znatno višim: Italija (7 %), Španjolska (11 %), Ujedinjeno Kraljevstvo (17 %), Njemačka (20 %) i Francuska (32 %).
Rezultati za europske države iz ove ankete su slični onima u iz službenog istraživanja Europske unije, koje je pokazalo da 18 % stanovništva EU ne vjeruje u ikakvog Boga.
Druga su istraživanja procijenila postotak ateista, agnostika i drugih nevjernika u nekog Boga na manje od 10 % u Poljskoj, Rumunjskoj, Cipru i nekim drugim europskim državama, i do 85 % u Švedskoj, 80 % u Danskoj, 72 % u Norveškoj i 60 % u Finskoj. Prema Australijskom statističkom birou, 19 % Australaca nije religiozno, a u ovu su kategoriju uključeni ateisti. Između 64 % i 65 % Japanaca su ateisti, agnostici ili ne vjeruju u Boga.
Od ukupnog broja ateista i nereligioznih osoba na svijetu, prema Pew Research Centeru, njih 76,2 % nalazi se u Aziji i Pacifiku. U Europi ih se nalazi 12 %, Sjevernoj Americi 5 %, Latinskoj Americi i Karibima 4 %, supsaharskoj Africi 2 % i Bliskom istoku i sjevernoj Africi manje od 1 %.
Međunarodno je istraživanje pokazalo da je razina obrazovanja određene grupe razmjerna nevjerovanju u neko božanstvo, a istraživanje Europske unije pokazalo je pozitivnu vezu između ranog napuštanja školovanja i vjerovanja u nekog Boga.
U članku objavljenom u časopisu Nature 1998. godine spomenuto je istraživanje koje je pokazalo da je u SAD-u vjerovanje u osobnog Boga ili zagrobni život na najnižoj razini ikada među članovima američke Nacionalne akademije znanosti, gdje se samo 7,0 % izrazilo vjerovanje u Boga u odnosu na 85 % vjernika među ukupnim stanovništvom SAD-a.
Nasuprot tome, u članku koji je objavilo sveučilište u Chicagu gdje je razmatrano gore navedeno istraživanje, objavljeno je da je 76 % liječnika izrazilo vjerovanje u Boga, što je više od 7 % među znanstvenicima, ali manje od 85 % ukupnog stanovništva. Iste godine, Frank Sulloway s Massachusetts Institute of Technology i Michael Shermer s Kalifornijskog državnog sveučilišta sproveli su anketu u kojoj je odabran uzorak odraslih visokobrazovanih osoba (12 % osoba je imalo doktorat, a 62 % je imalo završeni fakultet) 64 % je vjerovalo u Boga i dokazana je veza koja je pokazivala da vjerska uvjerenja opadaju s razinom obrazovanja. Obrnuta korelacija između religioznosti i inteligencije/obrazovanosti pronađena je u 39 istraživanja sprovedenih između 1927. i 2002. Ovi nalazi se uglavnom podudaraju s meta-analizom koju je 1958. sproveo profesor Michael Argyle sa sveučilišta Oxford. On je analizirao sedam istraživanja koja su ispitivala korelaciju između stava prema religiji i izmjerenog koeficijenta inteligencije među đacima i studentima iz SAD-a. Iako je utvrđena jasna negativna korelacija, ova analiza nije otkrila uzrok, ali je napomenuto da su život u autoritarnoj obitelji i društveni položaj mogli imati utjecaja.

## Odnos ateizma, religije i morala

### Poveznice sa svjetonazorima i društvenim ponašanjem
Sociolog Phil Zuckerman analizirao je prethodna istraživanja o sekularnosti i nevjerovanju, i zaključio je da je blagostanje društva u pozitivnoj korelaciji s nereligioznošću. Njegovi zaključci koji se posebno odnose na ateizam su:
- u usporedbi s religioznim ljudima, ateisti i sekularne osobe su manje nacionalističke, antisemitske, rasističke, dogmatske, etnocentričke, autoritativne i s manje predrasuda i zatvorenog uma.
- u SAD-u, u državama s najvećim postotkom ateista, stopa ubojstava je manja od prosjeka. U najreligioznijim američkim saveznim državama tzv "biblijskom pojasu", stopa ubojstava je veća od prosječne.

### Ateizam i duhovna vjerovanja
Za osobe koji se samoidentificiraju kao ateisti često se pretpostavlja da su nereligiozni, ali postoje i neke slijedbe unutar velikih religija koje odbacuju postojanje Boga tvorca.
U posljednjih nekoliko godina, u nekim vjerskim denominacijama pojavio se određen broj otvoreno ateističkih slijedbenika, poput humanističkih Židova i kršćanskih ateista, koji odbacuju postojanje božanstva, ali se pridržavaju poruka o moralu.
U najužem smislu, pozitivni ateizam ne povlači neka specifična vjerovanja, osim nevjerovanja u bilo kakvo božanstvo. Zbog toga ateisti mogu obgrliti širok spektar duhovnih vjerovanja. Iz istog razloga, ateisti mogu imati širok raspon etičkih stavova i principa, od moralnog univerzalisičkog humanizma, koji pretpostavlja da se moralna pravila moraju dosljedno primijeniti na sve ljude, pa do moralnog nihilizma, koji je stava da je moralnost besmislena.

### Božja zapovijed nasuprot etici
Iako je tvrdnja da je "uloga bogova odlučiti šta je ispravno a što nije ili nepotrebna ili proizvoljna" filozofska očiglednost (obrađena u Platonovoj Eutifronovoj dilemi), argument da moralnost mora potjecati od bogova i da ne može postojati bez mudrog tvorca je trajni predmet političke, ali ne toliko i filozofske rasprave.
Moralni koncepti kao što je "ubojstvo je pogrešno" doživljavaju se kao božanski zakoni, koji zahtijevaju božanskog zakonodavca i suca. Međutim, mnogi ateisti tvrde da tretiranje moralnosti u zakonskom smislu uključuje lažnu analogiju i da moralnost ne ovisi od zakonodavca u istoj mjeri kao i zakoni. Drugi ateisti, kao što je Friedrich Nietzsche, nisu se složili s ovim pogledom i tvrdili su da je moralnost "istinita samo ako je bog istinit, ona stoji ili pada s vjerom u Boga“.
Postoje normativni etički sustavi koji ne zahtijevaju da osnovna načela i pravila potječu od božanstava. Tu spadaju etika vrlina, društveni ugovor, Kantova etika, utilitarizam i objektivizam. Sam Harris je predložio da moralni recept (etičko donošenje odluke) nije samo pitanje koje je potrebno istražiti u filozofiji, već da se može smišljeno praktcirati znanost o moralnosti. Ipak, svaki takav znanstveni sustav mora odgovarati na kritike oličene u naturalističkoj zabludi.
Filozofi Susan Neiman i Julian Baggini (između ostalih) tvrde da etičko ponašanje samo zbog božanske zapovjedi nije pravo etičko ponašanje, već samo slijepa poslušnost. Baggini zastupa stav da je ateizam superiornija osnova za etiku, tvrdeći da je moralna osnova izvan vjerskih imperativa neophodna da se procijeni moralnost imperativa – da bude u stanju raspoznati, na primjer, da je "ti ćeš krasti" nemoralno, čak i ako nečija vjera to nalaže i da su stoga ateisti u prednosti i da su skloniji u davanju takvih ocjena. Suvremeni britanski filozof Martin Cohen ponudio je više povijesnih primjera biblijskih zapovjedi u korist mučenja i ropstva kao dokaz da vjerske zapovjedi prate političke i društvene običaje, a ne obrnuto, ali je također primijetio da ista težnja naizgled vrijedi i za navodno nepristrane filozofe. Cohen razlaže ovaj argument u više detalja u Političkoj filozofiji od Platona do Maoa, gdje tvrdi da je Kuran odigrao važnu ulogu u održavanju društvenih normi iz ranog 7. stoljeća, usprkos promjenama u sekularnom društvu.

### Kritika religije
Neki istaknuti ateisti, kao što su Bertrand Russell, Christopher Hitchens, Daniel Dennett, Sam Harris i Richard Dawkins, kritizirali su religiju navodeći štetne aspekte religijskih praksi i doktrina.
Ateisti se često uključuju u debate sa zagovornicima religije, a debate se ponekad odnose na to jesu li religije uopće korisne pojedincu i društvu.
Jedan od argumenta štetnosti religija je da oslanjanje abrahamskih religija na božanski autoritet vodi ka autoritarnosti i dogmatizmu. Ateisti također navode podatke koji pokazuju vezu između vjerskog fundamentalizma i opredijeljenosti prema nekoj vjeri (kada se religija održava jer služi skrivenim interesima) i autoritarnosti, dogmatizma i predrasuda.
Ovi argumenti, zajedno s povijesnim događajima za koje se navodi da dokazuju opasnosti od religije, kao što su Križarski ratovi, džihad, inkvizicija, lov na vještice i teroristički napadi, koriste se kao odgovor na tvrdnje o korisnim učincima vjerovanja u religiju. Vjernici iznose kao protuargument da su neki režimi koji su se zalagali za ateizam, kao što je Sovjetska Rusija, također krivi za masovna ubojstva.